# رابرت کلایو
رابرت کلایو (انگلیسی: Robert Clive; ۲۵ سپتامبر ۱۷۲۵ – ۲۲ نوامبر ۱۷۷۴) سیاست‌مدار اهل بریتانیا بود که به عنوان کلایو هند نیز شناخته می‌شود و اولین فرماندار بریتانیایی بنگال بود. کلایو عموماً به دلیل پایه‌گذاری حکومت شرکت بریتانیایی هند شرقی در بنگال شناخته می‌شود.
کلایو فرزند یک خانواده روستایی پرجمعیت از شروپشایر انگلستان بود. او به عنوان دبیر برای کمپانی هند شرقی در سال ۱۷۴۴ شروع کرد و پس از پیروزی در نبرد پلاسی در سال ۱۷۵۷، حکومت شرکت را در بنگال تأسیس کرد.در ازای حمایت از نواب میر جعفر به عنوان حاکم دست نشانده بنگال، به کلایو ۳۰٬۰۰۰ پوند (معادل ۴٬۳۰۰٬۰۰۰ پوند در سال ۲۰۲۱) در سال اعطا شد که اجاره ای بود که کمپانی هند شرقی در غیر این صورت به میرجعفر برای امتیاز کشاورزی مالیاتی خود می‌پرداخت. وقتی کلایو در ژانویه ۱۷۶۷ هند را ترک کرد، ۱۸۰۰۰۰ پوند (معادل ۲۵۷۰۰۰۰۰ پوند در سال ۲۰۲۱) ثروت داشت که از طریق شرکت هند شرقی هلند حواله کرد.
کلایو با جلوگیری از تسلط قریب‌الوقوع فرانسه بر هند، یک حرکت نظامی را در سال ۱۷۵۱ طراحی کرد که در نهایت کمپانی هند شرقی را قادر ساخت تا استراتژی فرانسه را برای حکومت غیرمستقیم از طریق دولت دست نشانده اتخاذ کند. کلایو برای تأمین منافع تجاری شرکت برای سرنگونی حاکم بنگال ثروتمندترین ایالت هند توطئه کرد. او از ۱۷۶۰ تا ۱۷۶۵ در انگلستان از ثروت انباشته شده از هند استفاده کرد تا یک بارونی ایرلندی از نخست‌وزیر وقت توماس پلهام هولز، و یک کرسی در پارلمان از هنری هربرت بخرد.
اقدامات کلایو برای کمپانی هند شرقی او را به یکی از جنجالی‌ترین چهره‌های استعماری بریتانیا تبدیل کرده‌است. دستاوردهای او شامل محدود کردن جاه‌طلبی‌های امپریالیستی فرانسه در ساحل کروماندل و ایجاد کنترل کمپانی هند شرقی بر بنگال و در نهایت تأسیس راج بریتانیا بود. اگرچه او فقط به‌عنوان عامل شرکت هند شرقی کار می‌کرد، نه برای دولت بریتانیا توسط رقبای سیاسی مورد انتقاد قرار گرفت و در (۱۷۷۲ و ۱۷۷۳) در پارلمان محاکمه شد. البته مبری شد. مورخان از مدیریت کلایو در بنگال در دوران تصدی وی در کمپانی هند شرقی انتقاد کرده‌اند، به ویژه در رابطه با مسئولیت در مشارکت در قحطی بزرگ بنگال در سال ۱۷۷۰، که بین یک تا ده میلیون نفر کشته شدند.